# Luisa Sanfelice (film)
Pour les articles homonymes, voir Luisa Sanfelice (homonymie).
Luisa Sanfelice est un film italien réalisé par Leo Menardi, sorti en 1942.
Le film est inspiré du roman La San Felice d'Alexandre Dumas père, où apparaît la figure historique de Luisa Sanfelice.
Le scénario en fut rédigé par l’auteur de théâtre italien Luigi Chiarelli. Les interprètes principaux étaient Laura Solari et Massimo Serato, jouant respectivement les rôles de Luisa Sanfelice et de Fernando Ferri. La distribution comprenait également les acteurs Osvaldo Valenti, Carlo Ninchi et Luigi Pavese.

## Synopsis
Pendant les guerres de la Révolution française, une aristocrate italienne est exécutée à Naples sur ordre de Ferdinand Ier pour avoir soutenu une tentative républicaine de le renverser.

## Distribution
- Laura Solari: Luisa Sanfelice
- Massimo Serato: Fernando Ferri
- Osvaldo Valenti: Nelson
- Carlo Ninchi: Baccher
- Hilde Sessak: Lady Hamilton
- Egisto Olivieri
- Amina Pirani Maggi